# Lophosia scutellata
Lophosia scutellata là một loài ruồi trong họ Tachinidae.